# Manoloca
I Manoloca & Massimo Vecchi sono un gruppo musicale rock italiano, formato nel 2010.

## Storia
Il gruppo si è formato nella primavera del 2010 per iniziativa di Massimo Vecchi, noto per essere il bassista e la seconda voce dei Nomadi dal 1998, e degli altri quattro componenti con cui Vecchi ha avuto modo di collaborare anni prima. Il nome del gruppo in lingua spagnola significa "mano pazza" e il gruppo ha aggiunto al riguardo: 
Dopo due anni di attività dal vivo, tra cui vanno menzionate le esibizioni per l'associazione Korogocho, per l'associazione Insieme per Isabel e per altre raccolte fondi destinate ad aiutare i più bisognosi, nel 2012 il gruppo ha pubblicato il primo album in studio, intitolato Lontano dal cerchio e composto da 10 brani. Nel 2013, tra una produzione terza e l'altra, iniziano a lavorare su nuove idee, sfociate ad ottobre 2014 con la pubblicazione del secondo album Mostro fragile.
Nel 2016 presentano, al Raduno Nazionale Fans Nomadi di Casalromano, il singolo Pieno Inverno che anticipa un nuovo album a cui stanno lavorando.
Nel dicembre 2016 subentra il giovane siciliano, Domenico Inguaggiato, come batterista al posto di Franz Piatto.

## Formazione
- Massimo Vecchi – voce, chitarra (2010–presente)
- Dave Colombo – chitarra (2010–presente)
- Daniele Radice – basso (2010–presente)
- Agostino Barbieri – tastiera (2010–presente)
- Franz Piatto – batteria (2010–2016)
- Domenico Inguaggiato – batteria (2016–presente)

## Discografia
- 2012 – Lontano dal cerchio (Segnali Caotici)[3][4][5]
- 2014 – Mostro fragile (I Nomadi)[6][7][8]
- 2016 - Pieno Inverno - singolo (I Nomadi)
- 2017 - Caccia all'uomo - singolo (I Nomadi)[9][10]